# Liste der Generalrichter
Generalrichter war eine militärische Rangstufe innerhalb der Militärgerichtsbarkeit der deutschen Wehrmacht. Sie entsprach dem Dienstgrad eines Generalmajors und war innerhalb der Luftwaffe der Wehrmacht oder im Heer in der Regel für einen Chefrichter vorgesehen.

## Offiziere in diesem Dienstgrad

### Heer
- Ernst Kanter, ab 1943 Generalrichter
- Otto Barwinski, am 1. Mai 1944 befördert
- Erich Lattmann, am 1. Mai 1944 befördert
- Otto Grünewald, im August 1944 befördert
- Karl Lotter, am 1. April 1945 befördert
- Ernst Mantel, am 20. April 1945 befördert
- Henning Freiherr von Beust (1892–1965)
- Adolf Block (1893–1990)
- Hans Boetticher (1899–1988)
- Edgar Bohnstedt (1872–1946)
- Johannes Conrad (1888–1967)
- Heinrich Dietz (1874–1946)
- Karl Gruber (1878–1958)
- Alfred Grün (1896–1959)
- Hans Keller (1891–1979)
- Ernst Wunderlich (1898–1978)[2]

### Luftwaffe
- Fritz Weidling, ab 1943 Generalrichter
- Kurt Winkhaus, am 1. Mai 1944 befördert
- Franz Ernst, am 1. Mai 1944 befördert
- Manfred Roeder, in 1945
- Karl Eckerle (1888–1976)
- Hermann Eichler (1885–1968)
- Walter Fischer (1890–1961)
- Eduard Hoffmann (1898–1983)
- Egon Koepsch (1890–1976)
- Joseph Seeboth (1891–1965)